# Greatest Hits Vol. 3 (Elton John)
Elton John's Greatest Hits Vol. 3 è la terza raccolta dei principali successi del cantautore britannico Elton John, pubblicato nel 1987 come proseguimento logico del primo, trionfale Greatest Hits e della seconda raccolta.

## Descrizione
L'album, distribuito esclusivamente negli Stati Uniti e in Canada, conteneva le principali hits composte dall'artista tra il 1979 e il 1986. Un terzo dei brani (Too Low For Zero, I'm Still Standing, I Guess That's Why They Call It the Blues e Kiss the Bride) proveniva dall'album del 1983 Too Low for Zero, il disco degli anni Ottanta accolto in maniera più calorosa sia dalla critica che dal pubblico. Vennero inoltre preferiti brani recenti, seppur fiacchi da un punto di vista strettamente commerciale, come Heartache All Over the World (proveniente dall'album del 1986 Leather Jackets) e Wrap Her Up (estratto di Ice on Fire, del 1985); furono invece scartate canzoni più vecchie, ma anche più fortunate, come ad esempio Nobody Wins e Part-Time Love. Tra i restanti pezzi, Mama Can't Buy You Love proveniva dall'EP The Thom Bell Sessions (1977), Little Jeannie da 21 at 33 (1980), Blue Eyes ed Empty Garden (Hey Hey Johnny) da Jump Up! (1982), Sad Songs (Say So Much) da Breaking Hearts (1984) e Nikita da Ice on Fire (1985).
Nel 1992, questo album venne eliminato e rimpiazzato da una nuova compilation, Greatest Hits 1976-1986 (che conteneva Sorry Seems To Be The Hardest Word e Don't Go Breaking My Heart, prese dal precedente Elton John's Greatest Hits Volume II; per far spazio a queste due hits furono eliminate dalla nuova raccolta Heartache All Over the World e Too Low For Zero).

## Tracce
1. I Guess That's Why They Call It the Blues
2. Mama Can't Buy You Love
3. Little Jeannie
4. Sad Songs (Say So Much)
5. I'm Still Standing
6. Empty Garden (Hey Hey Johnny)
7. Heartache All Over the World
8. Too Low For Zero
9. Kiss the Bride
10. Blue Eyes
11. Nikita
12. Wrap Her Up